# Blockfahrzeug

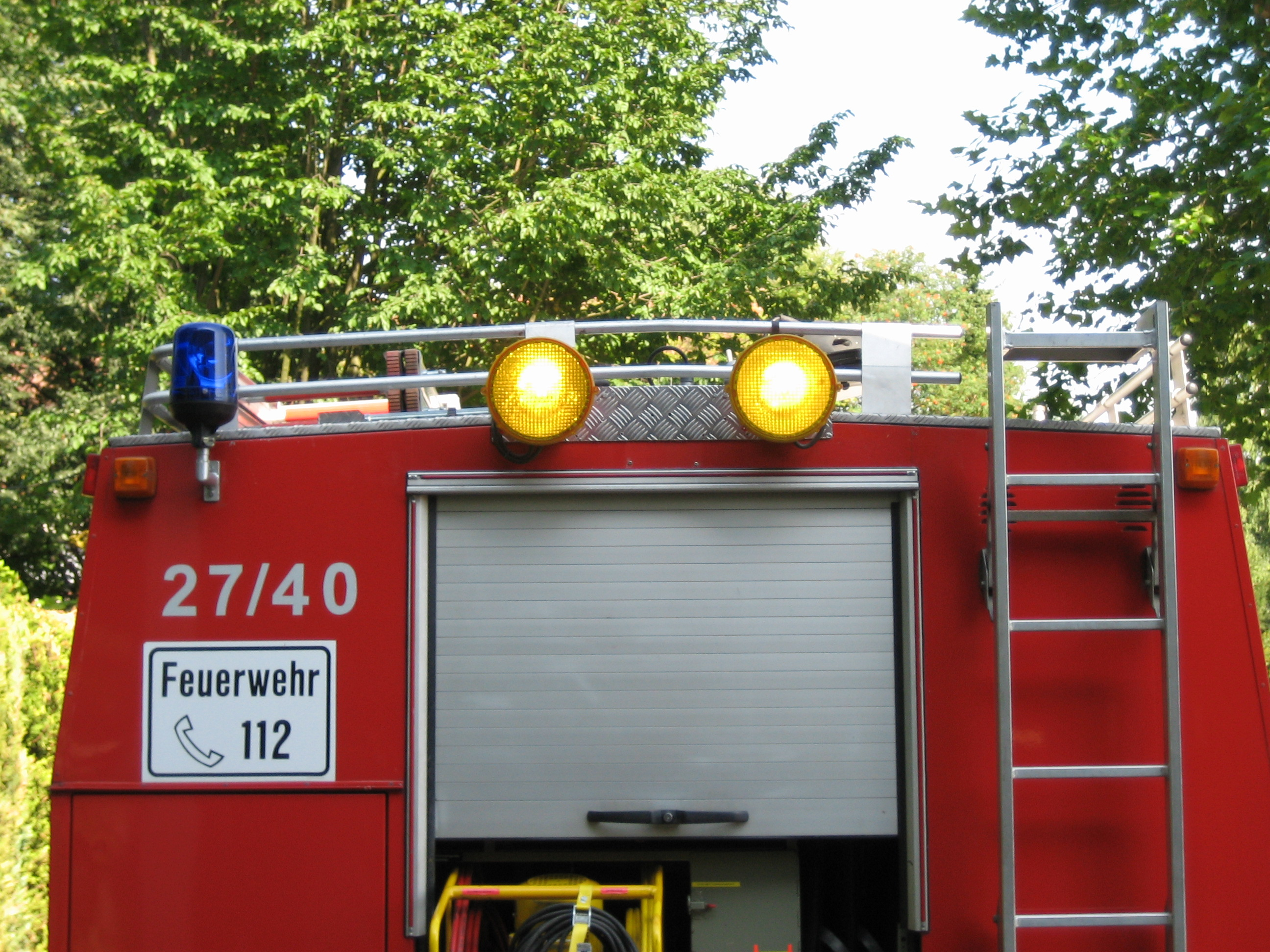
Blitzlampen an einem Rüstwagen

Der Begriff Blockfahrzeug beschreibt ein Fahrzeug, welches eine Gefahrenstelle im Straßenverkehr kennzeichnet und als Schutz für beteiligte Kräfte dient. Eine Gefahrenstelle wird zusätzlich durch entsprechendes Absperrmaterial oder einen Verkehrssicherungsposten gekennzeichnet.

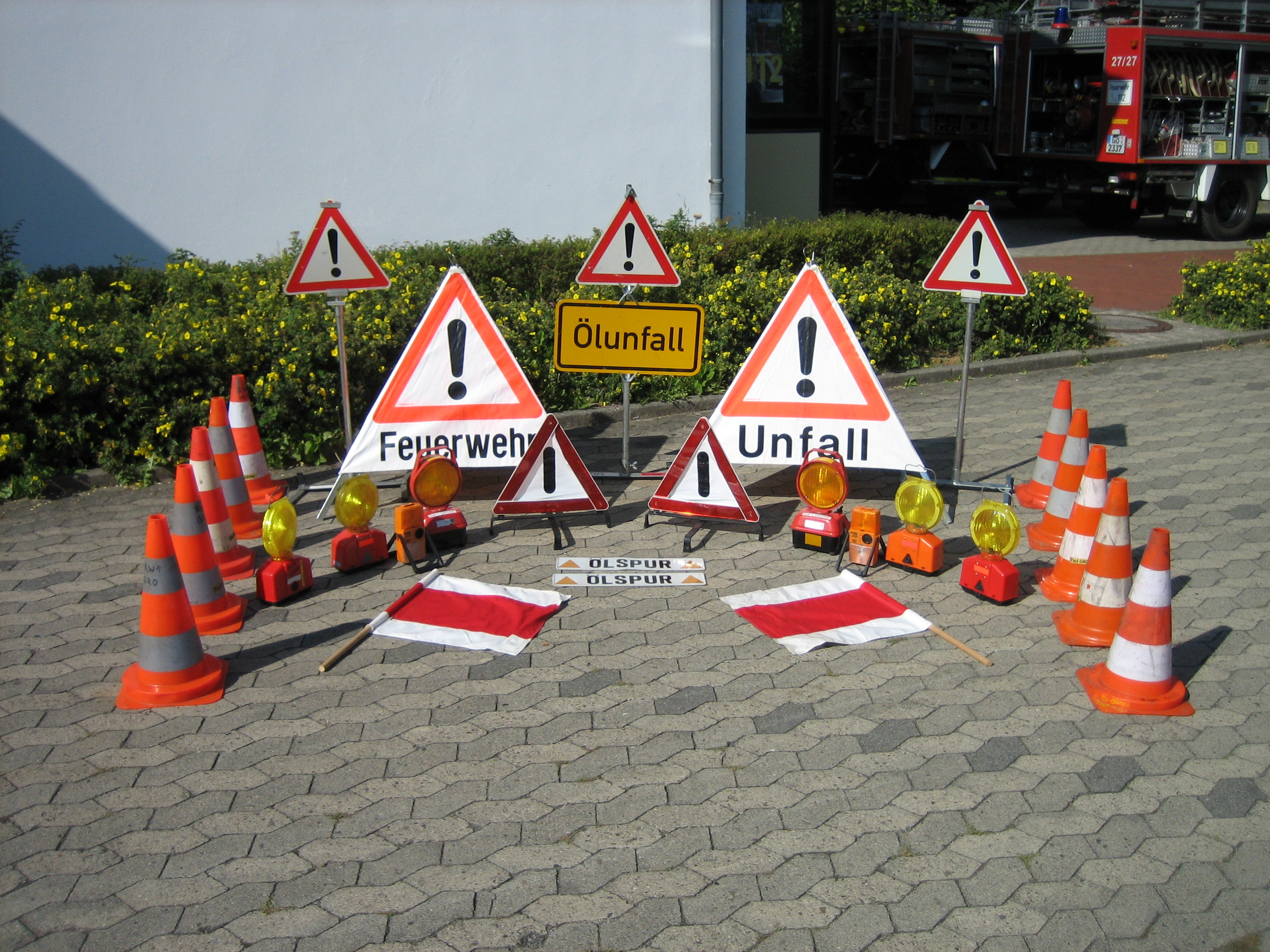
Zusätzliches Sicherungsmaterial für die Gefahrenstelle

Blockfahrzeuge werden im Straßenbau beispielsweise bei Autobahnbaustellen eingesetzt. Auch die Feuerwehr greift bei der technischen Hilfeleistung im Straßenverkehr auf Blockfahrzeuge, oftmals  mit entsprechender Zusatzbeleuchtung ausgestattete Rüstwagen, zurück.
Blockfahrzeuge sind entweder komplett fahrbereite Fahrzeuge, oder bestehen aus einem Anhänger mit entsprechendem Warngerät (siehe Verkehrssicherungsanhänger). Der Sinn des Fahrzeuges ist es, einerseits die Verkehrsteilnehmer zu warnen sowie bei einem Auffahrunfall die Schäden auf das Blockfahrzeug zu begrenzen und die Kräfte an der Gefahrenstelle zu schützen und zu unterstützen.